# East Bridgford
East Bridgford är en ort och civil parish i Storbritannien.   Den ligger i grevskapet Nottinghamshire och riksdelen England, i den sydöstra delen av landet, 170 km norr om huvudstaden London. East Bridgford ligger 52 meter över havet och antalet invånare är 1 853.
Terrängen runt East Bridgford är platt. Runt East Bridgford är det tätbefolkat, med 266 invånare per kvadratkilometer. Närmaste större samhälle är Nottingham, 12,7 km väster om East Bridgford. Trakten runt East Bridgford består till största delen av jordbruksmark.